# Piper PA-32 Cherokee Six

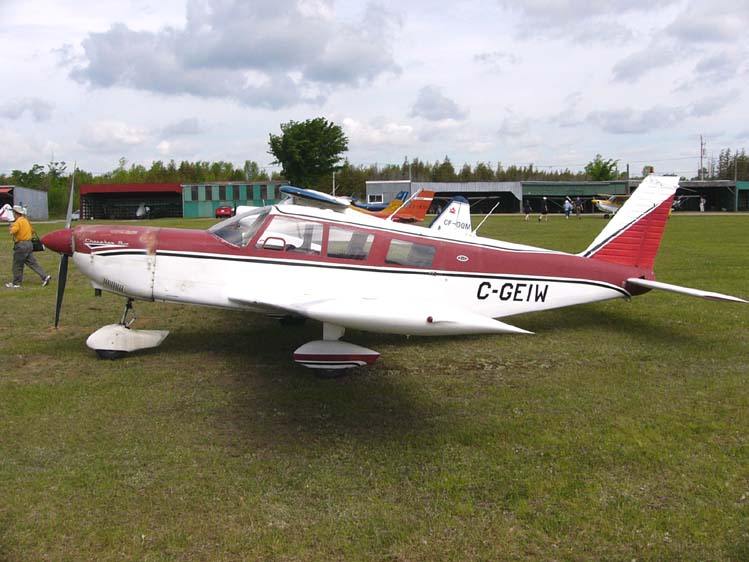
Piper PA-32-260 Cherokee Six de l'any 1966.

La Piper PA-32 Cherokee Six és una sèrie d'avions lleugers de sis o set places, amb tren d'aterratge retràctil o fix, que es van fabricar als Estats Units per Piper Aircraft entre 1965 i 2007.
La sèrie PA-32 va començar l'any 1965 amb un motor de 260 cavalls de força (190 kW), PA32-260 Cherokee Six, a partir d'una significativa modificació de sis (o set) seients del Piper PA-28 Cherokee.
El Cherokee Six i els seus successors tenen com a característica un compartiment d'equipatge al nas de l'aparell entre la cabina i el compartiment del motor, així com una gran porta doble a la part del darrere per facilitar l'entrada de passatgers i càrrega.

## AP-32-300
Molts pilots pensaven que l'original Cherokee Six 260 CV (190 kW) tenia poca potència i és per això que l'any 1970 Piper ofereix una nova versió de 300 CV (220 kW), coneguda com l'AP-32-300.

## AP-32R
L'addició l'any 1975 del tren d'aterratge retràctil dona lloc a la nova sèrie PA-32R, el Piper Lance. Aquesta va ser la primera aeronau de la família Piper Saratoga, Piper de luxe d'alt rendiment.
La transició de Piper de les ales tradicionals de la sèrie Cherokee a l'ala-cònica, va donar lloc a una nova ala per a l'AP-32. La Cherokee Six en versió d'ala-cònica va ser nomenat Saratoga, i va debutar l'any 1980. Degut a les condicions econòmiques del producte, la indústria de l'aviació va entrar en declivi a la dècada de 1980 i va cessar la producció de Saratoga el 1985.

## Piper 6X
Després de la Llei General d'Aviació de Revitalització de 1994, la producció de Saratoga es va reprendre l'any 1995. Un engranatge fix PA32 va ser reintroduït el 2003 com el Piper 6X i el turboalimentat 6XT. Les vendes dels models de 6X i 6XT no complia les expectatives i la producció va cessar a finals de 2007.

## AP-34 prototip
Piper va construir un prototip de PA32-260 amb motors IO-360 muntats en les ales. El tri-motor va ser la prova d'aeronau amb motor a les ales de la Cherokee Six, la Piper PA-34 Seneca.

## Ús operatiu
El Cherokee Six s'utilitza normalment com aeronau d'ús particular, com a servei de taxi aeri o per a petites operacions de càrrega.

## Especificacions (1972 model PA-32-300)
Dades de 1972 del Manual del propietari de Piper Cherokee Six 300 "E"
Característiques generals:
- Tripulació: Un
- Capacitat: cinc passatgers (o sis amb seient opcional)
- Longitud: 27,7 m (8,4 m)
- Envergadura: 32,8 m (10,0 m)
- Alçada: 7,9 m (2,4 m)
- Superfície Alar: 174,5 m² (16,5 m²)
- Perfil Alar: NACA 65-415
- Pes en buit: 1.788 lliures (811 kg)
- Pes brut: 3.400 lliures (1542 kg)
- Motor: Un × Lycoming IO-540-K1A5, 300 CV (225 kW)

Rendiment:
- Velocitat màxima: 174 mph (280 km / h)
- Velocitat de creuer: 168 mph (272 km / h)
- Autonomia: 840 milles (1361 km)
- Sostre de servei: 16.250 peus (4950 m)
- Taxa d'ascens: 1050 peus / min (5,3 m / s)